# Европско првенство у атлетици на отвореном 1962 — 1.500 метара за мушкарце
Такмичење у трчању на 1.500 метара у мушкој конкуренцији на 7. Европском првенству у атлетици 1962. одржано је 14. и 16. септембра у Београду на стадиону ЈНА.
Титулу освојену у Стокхолму 1958, није одбранио Брајан Хевсон из Уједињеног Краљевства,

## Земље учеснице
Учествовало је 23 такмичара из 16 земаља. 
1. Аустрија (1)
2. Грчка (1)
3. Италија (1)
4. Југославија (1)
5. Лихтенштајн (1)
6. Мађарска (2)
7. Немачка (3)
8. Пољска (1)
9. Португалија (1)
10. СССР (2)
11. Турска (1)
12. Уједињено Краљевство (3)
13. Француска (2)
14. Холандија (1)
15. Чехословачка (1)
16. Шпанија (1)

## Рекорди
| Рекорди пре почетка Европског првенства 1962. | Рекорди пре почетка Европског првенства 1962. | Рекорди пре почетка Европског првенства 1962. | Рекорди пре почетка Европског првенства 1962. | Рекорди пре почетка Европског првенства 1962. | Рекорди пре почетка Европског првенства 1962. |
| --------------------------------------------- | --------------------------------------------- | --------------------------------------------- | --------------------------------------------- | --------------------------------------------- | --------------------------------------------- |
| Светски рекорд                                | Херб Елиот                                    | Аустралија                                    | 3:35,6                                        | Рим, Италија                                  | 6. септембар 1960.                            |
| Европски рекорд                               | Stanislav Jungwirth                           | Чехословачка                                  | 3:38,1                                        | Стара Болеслав, Чехословачка                  | 12. јули 1957.                                |
| Рекорди европских првенстава                  | Olavi Vuorisalo                               | Француска                                     | 3:40,8                                        | Стокхолм, Шведска                             | 22. август 1958.                              |

## Освајачи медаља
|                      |                     |                             |
| Мишел Жази Француска | Витолд Баран Пољска | Томаш Салингер Чехословачка |

## Сатница
| Датум         | Време | Коло          |
| ------------- | ----- | ------------- |
| 14. септембар | 19:10 | Квалификације |
| 16. септембар | 19:15 | Финале        |

## Резултати

### Квалификације
У квалификацијама такмичари су били подељени у три групе. За финале су се квалификовали по 3 првопласирана из сваке група (КВ).
| Пласман | Група | Атлетичар            | Земља                | Резултат | Белешке |
| ------- | ----- | -------------------- | -------------------- | -------- | ------- |
| 1.      | 2     | Витолд Баран         | Пољска               | 3:44,1   | КВ      |
| 2.      | 2     | Василиј Савинков     | СССР                 | 3:44,4   | КВ      |
| 3.      | 2     | Werner Krause        | Немачка              | 3:44,8   | КВ      |
| 4.      | 2     | Симо Важић           | Југославија          | 3:45,5   |         |
| 5.      | 2     | György Kiss          | Мађарска             | 3:45,7   |         |
| 6.      | 2     | Jean Clausse         | Француска            | 3:46,4   |         |
| 7.      | 2     | Muharrem Dalkılıç    | Турска               | 3:46,8   |         |
| 8.      | 1     | Heinz Böthling       | Немачка              | 3:47,4   | КВ      |
| 9.      | 1     | Хенк Снепвангерсв    | Холандија            | 3:47,5   | КВ      |
| 10.     | 1     | Мајк Берисфорд       | Уједињено Краљевство | 3:47,6   | КВ      |
| 11.     | 3     | Мишел Жази           | Француска            | 3:47,7   | КВ      |
| 12.     | 3     | Harald Norpoth       | Немачка              | 3:48,0   | КВ      |
| 13.     | 3     | Томаш Салингер       | Чехословачка         | 3:48,0   | КВ      |
| 14.     | 1     | Ivan Belitskiy       | СССР                 | 3:48,3   |         |
| 15.     | 1     | Peter Parsch         | Мађарска             | 3:48,4   |         |
| 16.     | 1     | Manuel de Oliveira   | Португалија          | 3:48,8   | НР      |
| 17.     | 2     | William Cornell      | Уједињено Краљевство | 3:49,9   |         |
| 18.     | 3     | Стен Тејлор          | Уједињено Краљевство | 3:49,9   |         |
| 19.     | 3     | Рудолф Клабан        | Аустрија             | 3:50,0   |         |
| 20.     | 3     | Томас Барис          | Шпанија              | 3:50,0   |         |
| 21.     | 1     | Georgios Mesimertzis | Грчка                | 3:51,8   |         |
| 22.     | 3     | Алфредо Рицо         | Италија              | 4:00,3   |         |
| 23.     | 2     | Хуго Валсер          | Лихтенштајн          | 4:01,8   |         |

### Финале
| Пласман | Атлетичар         | Земља                | Резултат | Белешке |
| ------- | ----------------- | -------------------- | -------- | ------- |
|         | Мишел Жази        | Француска            | 3:40,9   |         |
|         | Витолд Баран      | Пољска               | 3:42,1   |         |
|         | Томаш Салингер    | Чехословачка         | 3:42,2   |         |
| 4.      | Heinz Böthling    | Немачка              | 3:42,7   |         |
| 5.      | Werner Krause     | Немачка              | 3:43,8   |         |
| 6.      | Василиј Савинков  | СССР                 | 3:44,2   |         |
| 7.      | Хенк Снепвангерсв | Холандија            | 3:44,8   |         |
| 8.      | Мајк Берисфорд    | Уједињено Краљевство | 3:45,2   |         |
|         | Harald Norpoth    | Немачка              | НЗ       |         |